# Corocotta (bandito)
Corocotta (fl. I secolo a.C.) è stato un fuorilegge che operò in Cantabria durante il I secolo a.C..
Secondo Cassio Dione, unica fonte relativa alla sua vita, depredò così massicciamente le popolazioni del territorio romano che l'imperatore Augusto offrì una grande taglia per la sua cattura.
Racconta Dione che lo stesso brigante si presentò impudentemente per richiedere la ricompensa impressionando Augusto per la sua audacia. A proposito del benevolo e indulgente carattere di Augusto infatti Dione scrive:
Secondo alcuni storici l'episodio riportato da Cassio Dione, appartenente alla classe senatoria avversa all'imperatore, voleva rappresentare la generosa clemenza di Augusto messa a confronto con il comportamento crudele e vendicativo che Settimio Severo ebbe nei confronti del bandito Bulla Felix.
Dione chiama Corocotta con il termine greco leistes, l'equivalente del latino latro, per cui, data la pluralità di significati che hanno quei vocaboli, da "ladro", "bandito" a "ribelle", "vendicatore", non è ben chiaro se Corocotta si limitasse a un'attività di brigantaggio o avesse organizzato una resistenza locale all'occupazione romana
Quanto al soprannome di "Corocotta" appare chiaro il riferimento alla ferocia del bandito che si comportava come la corocotta, una sorta di iena descritta da Plinio il Vecchio come un incrocio tra una iena e un leone; . «Non poteva essere un caso che il famigerato Corocotta condividesse il suo nome con un predatore esotico, ben noto al pubblico del circo come una terrificante bestia.»
Lo storico e archeologo Adolf Schulten (1870-1960) sostenne nel 1943 che "Corocotta" potesse essere solo casualmente simile al nome del corrispondente animale poiché altri nomi di persona o di luoghi celtici sono simili a quello per cui fu noto il bandito. Lo stesso studioso interpretò le imprese di Corocotta come quelle di un ribelle antiromano che agì nell'ambito delle Guerre cantabriche (29 a.C.-19 a.C.) combattendo sino all'ultimo con la sua banda di ribelli contro l'occupazione romana anche quando ormai gli altri si erano ritirati e che si arrese ad Augusto in occasione della visita imperiale in Spagna.